# 四季剧团
四季剧团（日文原名为剧团四季），是日本二次大战后戏剧史上具有非常重要作用的独立剧团。该剧团成立于1953年，目前拥有700多名演职人员，每年演出场次超过2000场。

## 简介
该剧团原本是一个上演二十世纪法国戏剧家作品的话剧团。当时的创始人浅利庆太从大学退学，创建了这一剧团。1964年，在日生剧场上演《皇帝的新装》后，逐渐有了在日本搬演音乐剧的决心，并开始对演员进行舞蹈训练。
1972年，由当时的“香颂女王”越路吹雪担纲主演，四季剧团组织上演了百老汇音乐剧《喝彩》日文版。1973年，四季剧团引进了西城故事。1974年，上演了《耶稣基督万世巨星》日文版；当时上演的是经过二度创作的“歌舞伎版”，结合了象征主义手法和歌舞伎元素；后来又在日生剧场上演了“耶路撒冷版”，用倾斜的舞台表现耶路撒冷干涸的大地。
1979年，四季剧团上演了百老汇音乐剧《群舞演员》获得成功，也标志着剧团正式进入音乐剧的轨道。四季剧团从「西城故事」起，坚持不靠偶像明星，而靠自身实力赢得观众的方针。对引进的外国音乐剧，不是盲目照搬，而是在精心的消化加工后再行上演。1982年四季剧团上演的日语版《贝隆夫人》，获得巨大成功。次年实现了音乐剧貓日语版的长期公演(1983年-2005年)。
四季剧团引进并日语化的外国音乐剧还包括：《安徒生》、《爱的观点》、《妈妈咪呀》、《美女与野兽》、《阿依達》(迪士尼版)、《狮子王》、《为你疯狂》、《歌劇魅影》。最新引进的作品是2003年美国托尼奖获奖剧目《CONTACT》。2007年下半年引進《WICKED》(中譯：女巫前傳)。
此外，四季剧团还创作出不少原创剧目，最有代表性的是“昭和历史三部曲”《李香兰》、《南十字星》和《异国之丘》。特别是《李香兰》，受到李香兰（山口淑子）本人、日本国内观众及中国、新加坡观众的喜爱。

## 四季剧团与中国
四季剧团目前正在支援中国音乐剧的发展，迄今为止四季剧团仍然在为中央戏剧学院音乐剧班提供支援，并为中国儿童艺术剧院提供支援。中戏音乐剧班学生的第一届毕业公演就是四季剧团协助举办的。
目前四季劇團旗下約有十名中國出身的演員。

## 專屬演出地点
- JR東日本藝術中心
  - 四季剧场[春][秋]

位於東京的四季劇團專用劇場。由[春]、[秋]兩個劇場組成。其中四季剧场[春]專門演出搬演自國外的音樂劇，四季剧场[秋]則專門演出日本國內自創的音樂劇。
- - 自由剧场

接鄰四季劇場的小規模場地。
- 電通四季劇場 [海]

位於東京汐留，距離四季劇場僅須步行15分鐘。目前正上演著名音樂劇《WICKED》。（至2009年9月6日）
- （Canon Cats Theatre）

位於横滨港未来21，是《猫》劇的专用剧场。
- 大阪四季剧场
- 福冈城市剧场
- 新名古屋音乐剧剧场
- 京都剧场

## 链接
- 剧团四季